# Agaricia humilis
Agaricia humilis is een rifkoralensoort uit de familie van de Agariciidae. De wetenschappelijke naam van de soort is voor het eerst geldig gepubliceerd in 1901 door Verrill.